# West Indies Cricket Team gegen Pakistan in der Saison 2008/09
Die Tour des West Indies Cricket Team gegen Pakistan in der Saison 2008/09 fand vom 12. bis zum 16. November 2008 in den Vereinigten Arabischen Emiraten statt. Die internationale Cricket-Tour war Teil der internationalen Cricket-Saison 2008/09 und umfasste drei ODIs. Pakistan gewann die Serie 3-0.

## Vorgeschichte
Pakistan spielte zuvor ein Viernationenturnier in Kanada, für die West Indies war es die erste Tour der Saison. Das letzte Aufeinandertreffen der beiden Mannschaften bei einer Tour fand in der Saison 2006/07 in Pakistan statt.
Nachdem mehrere Touren in Pakistan in diesem Jahr aus Sicherheitsgründen abgesagt wurden (gegen Australien, Südafrika, Neuseeland) wurde diese Heimtour Pakistans auf neutralen Boden in die Vereinigten Arabischen Emirate verlegt. Als Konsequenz aus den Ausfällen hatte Pakistan nur wenig Spielpraxis aufzuweisen.
Ursprünglich war auch geplant zwei Tests auszutragen, die jedoch aus Terminproblemen bei den West Indies abgesagt wurden.

## Stadion
Das folgende Stadion wurde als Austragungsort ausgewählt.
| Stadion                      | Stadt     | Kapazität | Spiele      |
| ---------------------------- | --------- | --------- | ----------- |
| Sheikh Zayed Cricket Stadium | Abu Dhabi | 20.000    | 1. – 3. ODI |

## Kader
Die West Indies benannten ihren Kader am 1. November 2008.
Pakistan benannte seinen Kader am 3. November 2008.
| ODI | ODI |
| Pakistan | West Indies |
| --- | --- |
| - Shoaib Malik (K) - Abdur Rauf - Fawad Alam - Iftikhar Anjum - Kamran Akmal (wk) - Khalid Latif - Khurram Manzoor - Misbah-ul-Haq - Nasir Jamshed - Saeed Ajmal - Salman Butt - Shahid Afridi - Shoaib Akhtar - Sohail Khan - Sohail Tanvir - Umar Gul - Yasir Arafat - Younis Khan | - Chris Gayle (K) - Lionel Baker - Carlton Baugh (wk) - Shivnarine Chanderpaul - Sewnarine Chattergoon - Shawn Findlay - Leon Johnson - Xavier Marshall - Nikita Miller - Dave Mohammed - Brendan Nash - Daren Powell - Kemar Roach - Jerome Taylor |

## One-Day Internationals in Abu Dhabi

### Erstes ODI
| 12. November Scorecard | Abu Dhabi | West Indies 294-9 (50)         | – | Pakistan 295-6 (49.5) |
|                        |           | Pakistan gewinnt mit 4 Wickets |   |                       |

### Zweites ODI
| 14. November Scorecard | Abu Dhabi | Pakistan 232 (49)            | – | West Indies 208 (48.5) |
|                        |           | Pakistan gewinnt mit 24 Runs |   |                        |

### Drittes ODI
| 16. November Scorecard | Abu Dhabi | Pakistan 273-6 (50)          | – | West Indies 242 (46.3) |
|                        |           | Pakistan gewinnt mit 31 Runs |   |                        |

## Statistiken
Die folgenden Cricketstatistiken wurden bei dieser Tour erzielt.
| ODIs                   | ODIs        | ODIs    | ODIs    | ODIs    | ODIs    | ODIs    | ODIs    | ODIs    |
| Batting                | Batting     | Batting | Batting | Batting | Batting | Batting | Batting | Batting |
| Spieler                | Mannschaft  | Spiele  | Innings | Runs    | Average | HS      | 100s    | 50s     |
| ---------------------- | ----------- | ------- | ------- | ------- | ------- | ------- | ------- | ------- |
| Chris Gayle            | West Indies | 3       | 3       | 235     | 78,33   | 122     | 2       | 0       |
| Younis Khan            | Pakistan    | 3       | 3       | 191     | 63,66   | 101     | 1       | 1       |
| Ramnaresh Sarwan       | West Indies | 3       | 3       | 162     | 54,00   | 62      | 0       | 2       |
| Shivnarine Chanderpaul | West Indies | 3       | 3       | 146     | 73,00   | 107*    | 1       | 0       |
| Misbah-ul-Haq          | Pakistan    | 3       | 3       | 138     | 69,00   | 79*     | 0       | 2       |
| Bowling                |             |         |         |         |         |         |         |         |
| Spieler                | Mannschaft  | Spiele  | Overs   | Wickets | Average | BBI     | 5W      | 10W     |
| Umar Gul               | Pakistan    | 3       | 27.5    | 9       | 15,66   | 3/31    | 0       | 0       |
| Sohail Tanvir          | Pakistan    | 3       | 26.3    | 7       | 15,14   | 3/42    | 0       | 0       |
| Jerome Taylor          | West Indies | 3       | 28.5    | 7       | 20,28   | 3/38    | 0       | 0       |
| Iftikhar Anjum         | Pakistan    | 2       | 18      | 5       | 19,80   | 4/59    | 0       | 0       |
| Lionel Baker           | West Indies | 3       | 29      | 5       | 30,40   | 3/47    | 0       | 0       |

## Player of the Series
Als Player of the Series wurden die folgenden Spieler ausgezeichnet.
| Serie | Player of the Series |
| ----- | -------------------- |
| ODI   | Chris Gayle          |

### Player of the Match
Als Player of the Match wurden die folgenden Spieler ausgezeichnet.
| Spiel  | Player of the Match |
| ------ | ------------------- |
| 1. ODI | Chris Gayle         |
| 2. ODI | Sohail Tanvir       |
| 3. ODI | Younis Khan         |